# Międzynarodowy Dzień Osób Starszych

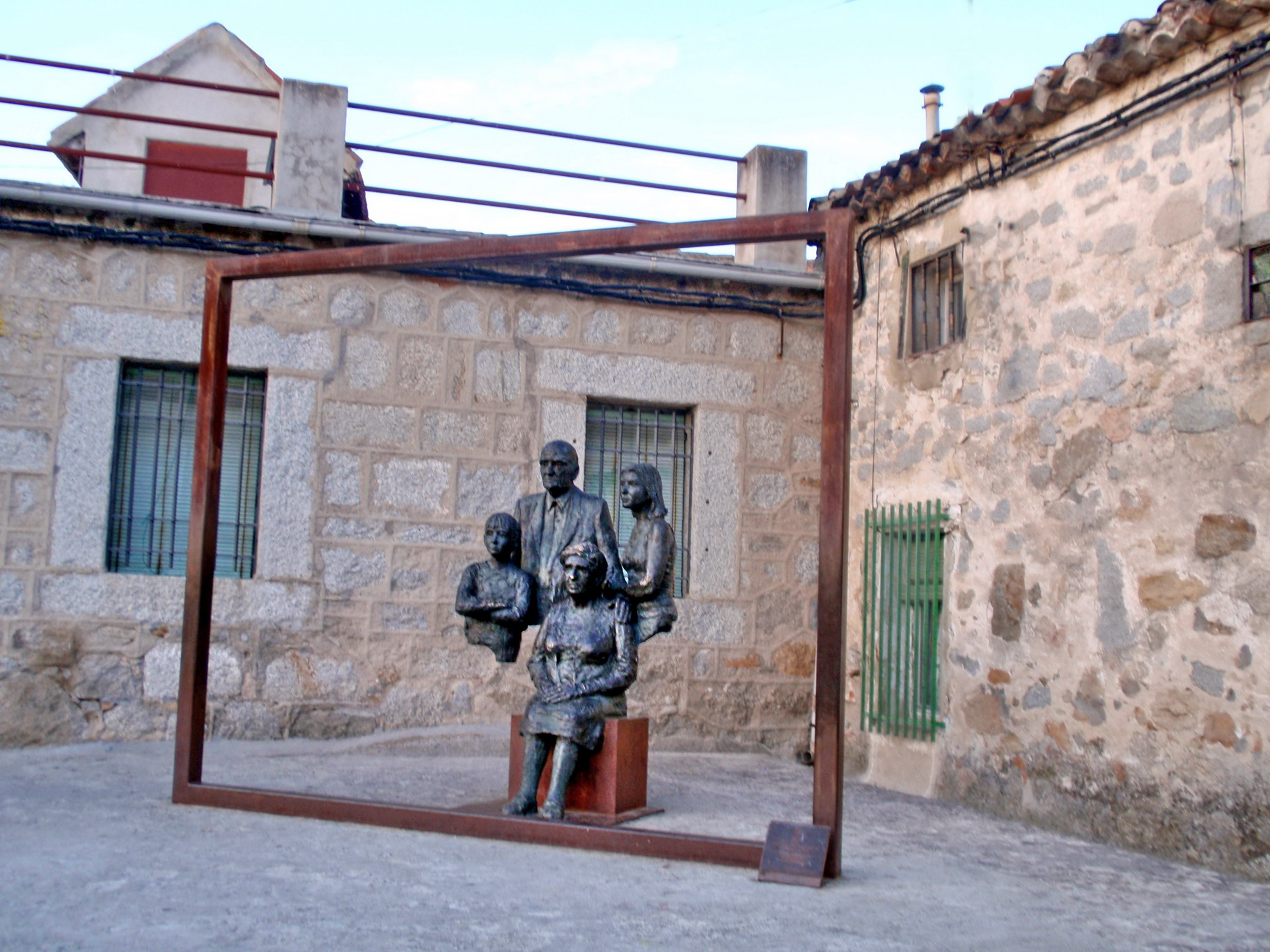
Rzeźba ludzi starszych w Torrelodones w Hiszpanii

Międzynarodowy Dzień Osób Starszych (ang. International Day of Older Persons) – święto obchodzone corocznie 1 października, ustanowione 14 grudnia 1990 roku przez Zgromadzenie Ogólne ONZ. 
Rezolucja 45/106 została przyjęta w następstwie innych inicjatyw ONZ na rzecz osób starszych, takich jak Międzynarodowy Wiedeński Plan Działania dotyczący Osób Starszych, przyjęty w 1982 roku przez Światowe Zgromadzenie na Temat Osób Starszych i zatwierdzony w tym samym roku przez Zgromadzenie Ogólne.

## Obchody

### Na świecie
Rok 1999 został ogłoszony Międzynarodowym Rokiem Seniorów pod hasłem „Społeczeństwo otwarte dla wszystkich pokoleń”. 
Drugie Światowe Zgromadzenie na temat Starzenia się Społeczeństw odbyło się w dniach 8–12 kwietnia 2002 w Madrycie. Z tej okazji Jan Paweł II wystosował list papieski do uczestników Zgromadzenia a Papieska Rada do spraw Świeckich opublikowała dokument zatytułowany „Godność człowieka starszego i jego misja w Kościele i w świecie”. Papież podkreślił, że „przy tej okazji Kościół katolicki ponownie dał wyraz trosce, jaką zawsze otaczał tę grupę ludzi, podejmując własne inicjatywy oraz współpracując z władzami państwowymi i ze społeczeństwem”.

### W Polsce
Ogólnopolska Rada Obchodów Roku Seniorów, w liście otwartym z 24 lutego 1999 roku, zwróciła się z apelem „o podejmowanie działań w środowiskach lokalnych, które przyniosą pomoc i radość Seniorom, a także pozwolą im aktywnie włączyć się w życie innych pokoleń”. Opracowano ogólnopolskie kalendarium Obchodów oraz wybrano hasła "patronujące" kwartałom: I kwartał roku - Dodawać lat do życia; II i III kwartały - Dodawać zdrowia do życia; IV kwartał - Ku międzypokoleniowej solidarności. Z tej okazji 1 października 1999 roku, w Pile zainaugurowano Międzynarodowe Spotkanie Seniorów, które odbywa się do chwili obecnej.

## Podobne święta
- Światowy Dzień Świadomości Znęcania się nad Osobami Starszymi (ang. World Elder Abuse Awareness Day, WEAAD) – 15 czerwca (w Polsce pod nazwą "Światowy Dzień Praw Osób Starszych ")[7].

Pierwsze obchody odbyły się w 2006 roku z inicjatywy Międzynarodowej Organizacji Zapobieganiu Przemocy wobec Osób Starszych (ang. International Network for the Prevention of Elder Abuse, INPEA) i Światowej Organizacji Zdrowia. Dzień ten poświęcony jest osobom starszym, źle traktowanym, zaniedbywanym i wykorzystywanym przez swoje otoczenie.  Organizowany przez system ONZ (rezolucja 66/127 z 9 marca 2012)
- Europejski Dzień Osób Starszych lub Europejski Dzień Seniora (International Day of Older Persons) – 20 października[10]
- Lokalny dzień seniora
  - Ogólnopolski Dzień Seniora – 14 listopada (Polska); tego dnia dla osób starszych organizowane są m.in. występy artystyczne, wykłady prowadzone przez specjalistów i darmowe badania[11].
  - Narodowy Dzień Seniora (ang. National Senior Citizen Days) – 21 sierpnia; dzień ten został proklamowany 19 sierpnia 1988 roku przez Ronalda Reagana, ówczesnego prezydenta USA[12].

## Cel obchodów
Dni poświęcone zagadnieniu starzenia się są okazją do intensywniejszego propagowania postulatów mających na celu poprawę sytuacji osób dojrzałych: walki z dyskryminacją, zapobiegania niepełnosprawności, zapewnienia odpowiedniej opieki zdrowotnej i równego udziału w rozwoju kulturalnym i ekonomicznym społeczeństw.